# Jūni kokuki
Jūni kokuki (十二国記?) è una serie di light novel di Fuyumi Ono, consistente in undici pubblicazioni e un breve racconto. La trama si basa su una storia dell'antica mitologia cinese, adattata in anime da Pierrot nel 2002. L'intera serie è stata poi trasmessa anche in America nel circuito DVD da Media Blasters.

## Trama
Yoko Nakajima è una normale studentessa liceale, che dopo aver incontrato uno strano individuo di nome Keiki viene mandata insieme a due suoi compagni di classe in un altro mondo completamente diverso da quello finora conosciuto. Qui esistono Yōkai (mostri) e Hanjyuu (creature dall'aspetto in parte umano ed in parte animale) e tutti gli esseri viventi, che siano uomini o mostri, non nascono dal ventre materno ma da particolari alberi. Disorientata da questo nuovo mondo inizia a vagare in cerca di aiuto e di un modo per ritornare nella propria casa. Ma tale viaggio risulta ricco di pericoli poiché lei è destinata a diventare la regina del regno di Kei (uno dei 12 regni in cui è diviso il mondo) e ancor prima di salire al trono ci sono già nemici che cercano di ucciderla. La strada di una regina è ricca di insidie e anche dopo aver ottenuto il trono dovrà affrontare non poche difficoltà per far prosperare il regno.

## Personaggi
- Yoko Nakajima, doppiatrice: Aya Hisakawa, la protagonista ha i capelli scuri all'inizio, ma quando entrerà nel regno magico avrà i capelli rosso fuoco; da quando lo spirito si fonderà con lei le sue abilità combattive aumenteranno sempre di più. Tradita da umani e abitanti del luogo starà quasi per perdere la retta via, anche a causa dei consigli di una sinistra figura, ma grazie al suo amico fidato ritornerà sempre in sé.
- Yuka Sugimoto, doppiatrice: Aya Ishizu, l'altra ragazza che verrà coinvolta nel teletrasporto nel regno magico. All'inizio si sente perduta, non comprendendo la lingua, poi grazie al re malvagio che ostacola in tutti i modi Yoko si unirà a lui diventando un'abile guerriera. Si crederà sempre superiore a Yoko e quando comprenderà che il re la sta soltanto usando cambierà opinione.
- Rakushun, doppiatore: Kenichi Suzumura. tal personaggio risulta essere un hanjyuu, ovvero un essere capace di trasformarsi e assumere sembianze umane anche se in realtà è un topo. Molto intelligente e colto, riuscirà con solo le parole a cambiare gli animi di Yoko e Yuka.
- Keiki, doppiatore: Takehito Koyasu, è un kirin, un essere che si trasforma in unicorno ed è al servizio di Yoko, anche se all'inizio della storia i due si separano.

## Colonna sonora
Tema di apertura
- Jūni Genmukyoku (十二幻夢曲?), testo di Keiko Kitagawa, interpretata da Kunihiko Ryo.

Tema di chiusura
- Getsumei Fūei (月迷風影?), musica e arrangiamento di Tomohiko Kira, testo di Keiko Kitagawa, interpretata da Mika Arisaka.

## Episodi
| Nº | Titolo italiano (tradotto) Giapponese 「Kanji」 - Rōmaji                                                                                           | In onda           | In onda |
| Nº | Titolo italiano (tradotto) Giapponese 「Kanji」 - Rōmaji                                                                                           | Giapponese        |         |
| 1  | Ombra della Luna, mare d'ombra - Il primo capitolo 「月の影 影の海 一章」 - Tsuki no Kage Kage no Umi Isshō                                        | 9 aprile 2002     |         |
| 2  | Ombra della Luna, mare d'ombra - Il secondo capitolo 「月の影 影の海 二章」 - Tsuki no Kage Kage no Umi Nishō                                      | 16 aprile 2002    |         |
| 3  | Ombra della Luna, mare d'ombra - Il terzo capitolo 「月の影 影の海 三章」 - Tsuki no Kage Kage no Umi Sanshō                                       | 23 aprile 2002    |         |
| 4  | Ombra della Luna, mare d'ombra - Il quarto capitolo 「月の影 影の海 四章」 - Tsuki no Kage Kage no Umi Yonshō                                      | 30 aprile 2002    |         |
| 5  | Ombra della Luna, mare d'ombra - Il quinto capitolo 「月の影 影の海 五章」 - Tsuki no Kage Kage no Umi Goshō                                       | 7 maggio 2002     |         |
| 6  | Ombra della Luna, mare d'ombra - Il sesto capitolo 「月の影 影の海 六章」 - Tsuki no Kage Kage no Umi Rosshō                                       | 21 maggio 2002    |         |
| 7  | Ombra della Luna, mare d'ombra - Il settimo capitolo 「月の影 影の海 七章」 - Tsuki no Kage Kage no Umi Shichishō                                  | 28 maggio 2002    |         |
| 8  | Ombra della Luna, mare d'ombra - L'ottavo capitolo 「月の影 影の海 八章」 - Tsuki no Kage Kage no Umi Hasshō                                       | 4 giugno 2002     |         |
| 9  | Ombra della Luna, mare d'ombra - Il nono capitolo 「月の影 影の海 九章」 - Tsuki no Kage Kage no Umi Kyūshō                                        | 11 giugno 2002    |         |
| 10 | Ombra della Luna, mare d'ombra - Il decimo capitolo 「月の影 影の海 十章」 - Tsuki no Kage Kage no Umi Jūshō                                       | 18 giugno 2002    |         |
| 11 | Ombra della Luna, mare d'ombra - L'undicesimo capitolo 「月の影 影の海 十一章」 - Tsuki no Kage Kage no Umi Jūisshō                                | 25 giugno 2002    |         |
| 12 | Ombra della Luna, mare d'ombra - Il dodicesimo capitolo 「月の影 影の海 十二章」 - Tsuki no Kage Kage no Umi Jūnishō                               | 2 luglio 2002     |         |
| 13 | Ombra della Luna, mare d'ombra - Il capitolo finale 「月の影 影の海 終章」 - Tsuki no Kage Kage no Umi Shūshō                                      | 9 luglio 2002     |         |
| 14 | Ombra della Luna, mare d'ombra - Capitolo del ricordo 「月の影 影の海 転章」 - Tsuki no Kage Kage no Umi ten shō                                   | 16 luglio 2002    |         |
| 15 | Mare del vento, riva del lebirinto - Il primo capitolo 「風の海 迷宮の岸 一章」 - Kaze no Umi Meikyū no Kishi Isshō                                | 3 settembre 2002  |         |
| 16 | Mare del vento, riva del lebirinto - Il secondo capitolo 「風の海 迷宮の岸 二章」 - Kaze no Umi Meikyū no Kishi Nishō                              | 10 settembre 2002 |         |
| 17 | Mare del vento, riva del lebirinto - Il terzo capitolo 「風の海 迷宮の岸 三章」 - Kaze no Umi Meikyū no Kishi Sanshō                               | 17 settembre 2002 |         |
| 18 | Mare del vento, riva del lebirinto - Il quarto capitolo 「風の海 迷宮の岸 四章」 - Kaze no Umi Meikyū no Kishi Yonshō                              | 24 settembre 2002 |         |
| 19 | Mare del vento, riva del lebirinto - Il quinto capitolo 「風の海 迷宮の岸 五章」 - Kaze no Umi Meikyū no Kishi Goshō                               | 1º ottobre 2002   |         |
| 20 | Mare del vento, riva del lebirinto - Il capitolo finale 「風の海 迷宮の岸 終章」 - Kaze no Umi Meikyū no Kishi Shūshō                              | 8 ottobre 2002    |         |
| 21 | Mare del vento, riva del lebirinto - Capitolo della reminiscenza 「風の海 迷宮の岸 転章」 - Kaze no Umi Meikyū no Kishi Tenshō                     | 15 ottobre 2002   |         |
| 22 | Lettera 「書簡」 - shokan | 22 ottobre 2002   |         |
| 23 | Una grande distanza nel vento, il cielo all'alba - Capitolo uno 「風の万里 黎明の空 一章」 - Kaze no Banri Reimei no Sora Isshō                    | 29 ottobre 2002   |         |
| 24 | Una grande distanza nel vento, il cielo all'alba - Capitolo due 「風の万里 黎明の空 二章」 - Kaze no Banri Reimei no Sora Nishō                    | 5 novembre 2002   |         |
| 25 | Una grande distanza nel vento, il cielo all'alba - Capitolo tre 「風の万里 黎明の空 三章」 - Kaze no Banri Reimei no Sora Sanshō                   | 12 novembre 2002  |         |
| 26 | Una grande distanza nel vento, il cielo all'alba - Capitolo quattro 「風の万里 黎明の空 四章」 - Kaze no Banri Reimei no Sora Yoshō                | 19 novembre 2002  |         |
| 27 | Una grande distanza nel vento, il cielo all'alba - Capitolo cinque 「風の万里 黎明の空 五章」 - Kaze no Banri Reimei no Sora Goshō                 | 26 novembre 2002  |         |
| 28 | Una grande distanza nel vento, il cielo all'alba - Capitolo sei 「風の万里 黎明の空 六章」 - Kaze no Banri Reimei no Sora Rosshō                   | 3 dicembre 2002   |         |
| 29 | Una grande distanza nel vento, il cielo all'alba - Capitolo sette 「風の万里 黎明の空 七章」 - Kaze no Banri Reimei no Sora Shichishō              | 10 dicembre 2002  |         |
| 30 | Una grande distanza nel vento, il cielo all'alba - Capitolo otto 「風の万里 黎明の空 八章」 - Kaze no Banri Reimei no Sora Hasshō                  | 17 dicembre 2002  |         |
| 31 | Una grande distanza nel vento, il cielo all'alba - Capitolo della reminiscenza 「風の万里 黎明の空 転章」 - Kaze no Banri Reimei no Sora ten shō   | 7 gennaio 2003    |         |
| 32 | Una grande distanza nel vento, il cielo all'alba - Capitolo nove 「風の万里 黎明の空 九章」 - Kaze no Banri Reimei no Sora Kyūshō                  | 14 gennaio 2003   |         |
| 33 | Una grande distanza nel vento, il cielo all'alba - Capitolo dieci 「風の万里 黎明の空 十章」 - Kaze no Banri Reimei no Sora Jūshō                  | 21 gennaio 2003   |         |
| 34 | Una grande distanza nel vento, il cielo all'alba - Capitolo undici 「風の万里 黎明の空 十一章」 - Kaze no Banri Reimei no Sora Jūisshō             | 28 gennaio 2003   |         |
| 35 | Una grande distanza nel vento, il cielo all'alba - Capitolo dodici 「風の万里 黎明の空 十二章」 - Kaze no Banri Reimei no Sora Jūnishō             | 4 febbraio 2003   |         |
| 36 | Una grande distanza nel vento, il cielo all'alba - Capitolo tredici 「風の万里 黎明の空 十三章」 - Kaze no Banri Reimei no Sora Jūsanshō           | 18 febbraio 2003  |         |
| 37 | Una grande distanza nel vento, il cielo all'alba - Capitolo quattordici 「風の万里 黎明の空 十四章」 - Kaze no Banri Reimei no Sora Jūyonshō       | 25 febbraio 2003  |         |
| 38 | Una grande distanza nel vento, il cielo all'alba - Capitolo quindici 「風の万里 黎明の空 十五章」 - Kaze no Banri Reimei no Sora Jūgoshō           | 4 marzo 2003      |         |
| 39 | Una grande distanza nel vento, il cielo all'alba - Capitolo finale 「風の万里 黎明の空 終章」 - Kaze no Banri Reimei no Sora Shūshō                | 11 marzo 2003     |         |
| 40 | Alleato della Luna 「乗月」 - Jōgetsu | 5 luglio 2003     |         |
| 41 | Il dio del mare dell'est, l'azzurro mare dell'ovest - Capitolo uno 「東の海神 西の滄海 一章」 - Higashi no Watatsumi Nishi no Sōkai Isshō          | 26 luglio 2003    |         |
| 42 | Il dio del mare dell'est, l'azzurro mare dell'ovest - Capitolo due 「東の海神 西の滄海 二章」 - Higashi no Watatsumi Nishi no Sōkai Nishō          | 2 agosto 2003     |         |
| 43 | Il dio del mare dell'est, l'azzurro mare dell'ovest - Capitolo tre 「東の海神 西の滄海 三章」 - Higashi no Watatsumi Nishi no Sōkai Sanshō         | 16 agosto 2003    |         |
| 44 | Il dio del mare dell'est, l'azzurro mare dell'ovest - Capitolo finale 「東の海神 西の滄海 終章」 - Higashi no Watatsumi Nishi no Sōkai Shūshō      | 23 agosto 2003    |         |
| 45 | Il dio del mare dell'est, l'azzurro mare dell'ovest - Capitolo della reminiscenza 「東の海神 西の滄海 転章」 - Higashi no Watatsumi Nishi no Sōkai | 30 agosto 2003    |         |